# Loma de los Ingleses
Loma de los Ingleses är en ort i Mexiko.   Den ligger i kommunen Hueyapan de Ocampo och delstaten Veracruz, i den sydöstra delen av landet, 400 km öster om huvudstaden Mexico City. Loma de los Ingleses ligger 53 meter över havet och antalet invånare är 747.
Terrängen runt Loma de los Ingleses är platt. Runt Loma de los Ingleses är det ganska tätbefolkat, med 166 invånare per kvadratkilometer. Närmaste större samhälle är Hueyapan de Ocampo, 2,8 km öster om Loma de los Ingleses. Omgivningarna runt Loma de los Ingleses är en mosaik av jordbruksmark och naturlig växtlighet.